# Holíč (zámek)
Kaštel v Holíči je barokně-klasicistní zámek (kaštel) s bastionovým opevněním, dominanta slovenské Holíče. Vznikl přestavbou středověkého vodního hradu. Do dnešní podoby byl přestavěn poté, co ho roku 1736 získal František Lotrinský, což ho řadí mezi císařská sídla. Za národní kulturní památku byl vyhlášen 14. září 1963.

## Historie

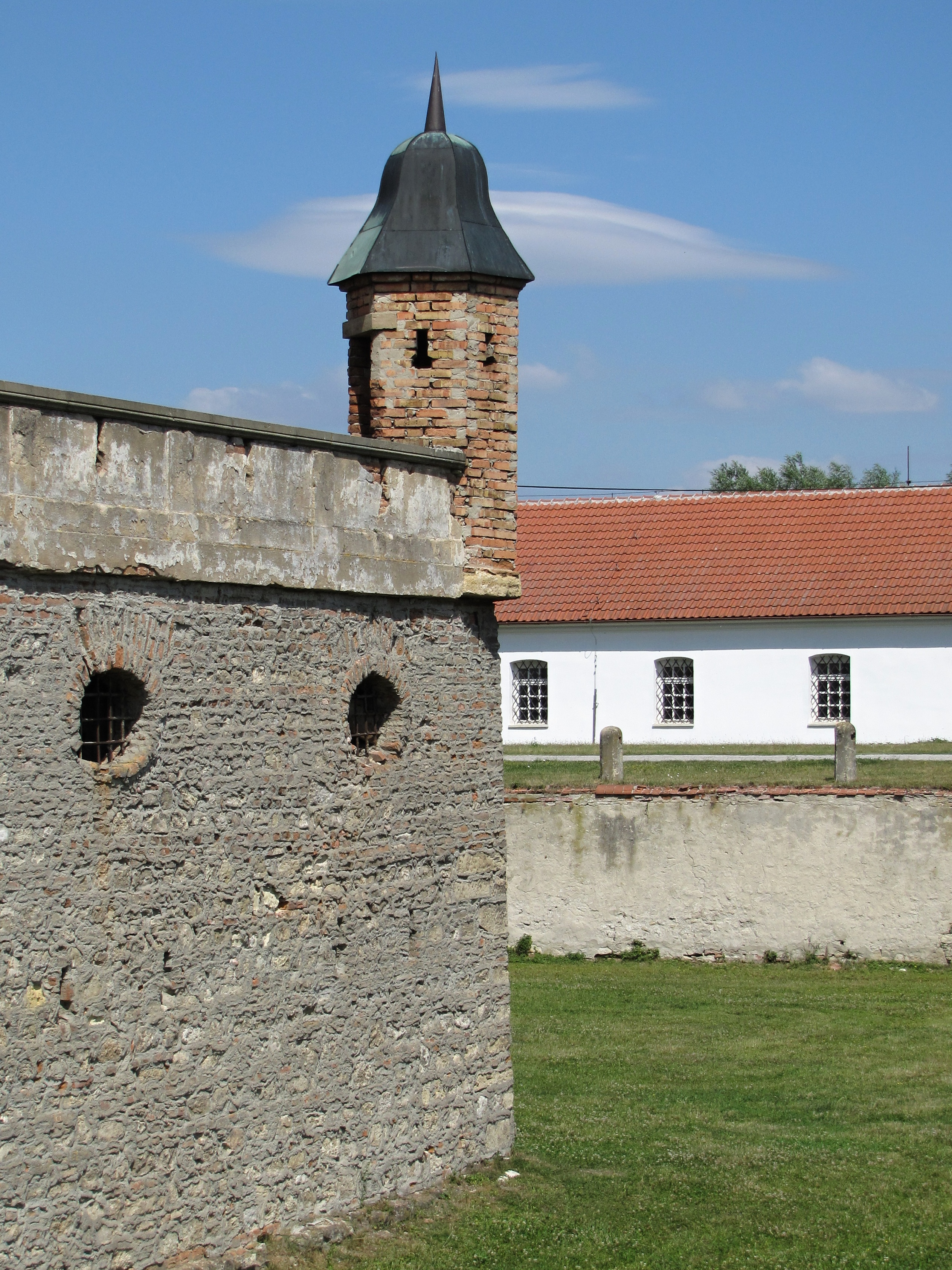
Věžička vnitřního opevnění

- 12. století – Wywar, Nový hrad – nejstarší označení Holíče vztahující se k původnímu vodnímu hradu
- 12. července 1315 – hrad se stal předmětem bitvy o Holíč mezi vojskem Matúše Čáka Trenčianského a českým vojskem, král Jan po vítězné bitvě hrad neúspěšně oblehl
- 1. polovina 14. století – byl postaven obytný dvouvěžový palác
- 15. století – palác byl rozšířen o další křídlo, opevnění je nově vybudované
- 1627 – hrad dobyl Gabriel Betlen
- 17. století – kvůli neustálému tureckému ohrožení bylo vybudováno bastionové opevnění propojené podzemní chodbou s původním opevněním
- 1736 – Jozef Czobor prodal svůj majetek v Holíči a Šaštíně. Zámek se stal majetkem Františka Lotrinského
- 1749–1754 – bylo vybudováno letní císařské sídlo, pod vedením architektů: J. N. Jadota a později F. A. Hillebrandta. Na výzdobě reprezentačních vnitřních prostor pracoval J. B. Chamant. Přebudování původně blokové renezanční pevnosti na tříkřídlový barokní zámeček[2]
- 1918 – zámek přešel do rukou československého státu
- 1963 (1970) – národní kulturní památka SR[1]
- 1974 – obnova se zaměřením na společenské užití

## Popis

### Exteriér
Samotná budova barokně klasicistního zámku je tvořena třemi křídly s půdorysem ve tvaru písmene U směřujícími vrcholem na východ. Kolem zámku je opevněná čtvercová terasa s nárožními věžičkami. Je obklopena suchým příkopem s přístupem přes dva můstky, vstupující do nádvoří zámečku od východu a od západu do západního křídla přes vstupní bránu. Samotný zámeček obklopený suchým příkopem se nachází uprostřed fortifikační stavby čtvercového tvaru se čtyřmi bastiony pětiúhelníkového půdorysu v rozích. Na východní kurtině jsou dvě budovy s průchodem pro most přecházející přes vodní příkop. Směrem k jihovýchodnímu bastionu je budova tzv. Konírny a směrem k severovýchodnímu bastionu tzv. Tabačiareň. Budovy tabačiarně a konírny jsou exteriérově shodné, mají tvar L, s kratšími rameny umístěnými na bastionu, kolmými na hlavní. Na jejich rozích, tvořících vstupní prostor brány, jsou vysunuty nad vodní příkop oktagonálně zděné strážnice. Střecha tabačiarně má však po poslední přestavbě zvýšený krov. Na kurtinách na sever a jih jsou budovy menšího rázu a tvoří jednolité budovy. I uprostřed západní kurtiny je druhý most přes vodní příkop. Po stranách stojí dvě hospodářské budovy. K zámku přiléhají prostory někdejšího parku a bažantnice a rybníka, které jsou ohrazeny kamennou barokní zdí.

### Interiér
Z reprezentačních prostor letního císařského sídla se i díky zestátnění habsburského majetku po roce 1918 mnoho nedochovalo. V kostele zřídili školu a hospodářské budovy a přilehlý park byly využívány pro zemědělské účely. Také se na tom podepsala i pozdější období, kdy se za socialismu pro zámečky hledalo nové společenské využití. Za zmínku stoji zachovaný Čínský sál se stěnami pokrytými tapetami s malovanými čínskými motivy, barokní kaple a také slavnostní schodiště s technicky zajímavou samonosnou konstrukcí, které je neklenuté na štíhlých vysokých sloupech. Začátkem 21. století byly do rekonstruovaných prostor umístěny expozice muzea keramiky a část prostor je využívána na kulturní a společenské účely. Akustika kaple je využívána na koncerty vážné hudby.

## Galerie

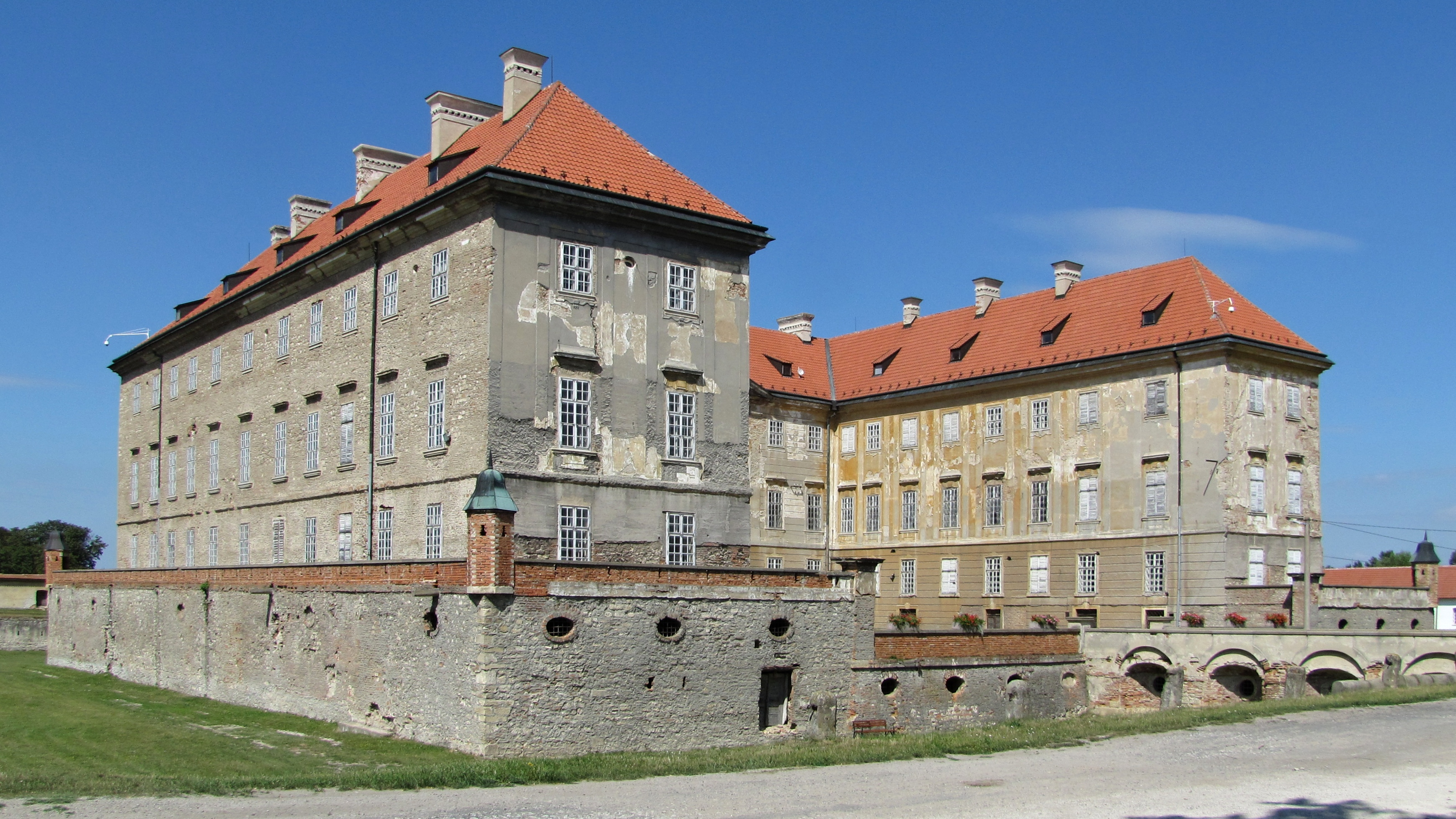
Jihovýchodní část
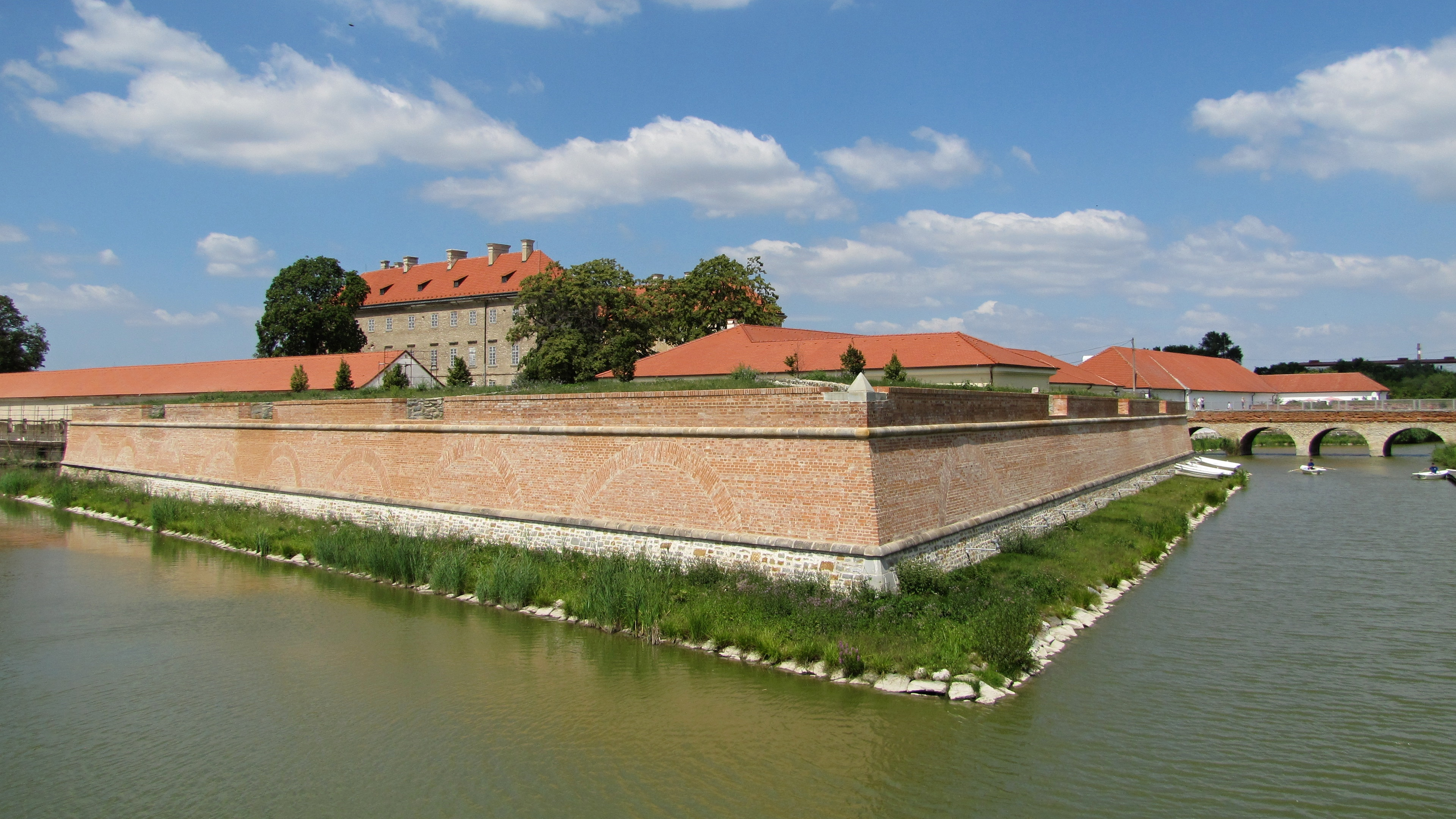
Jihovýchodní bastion
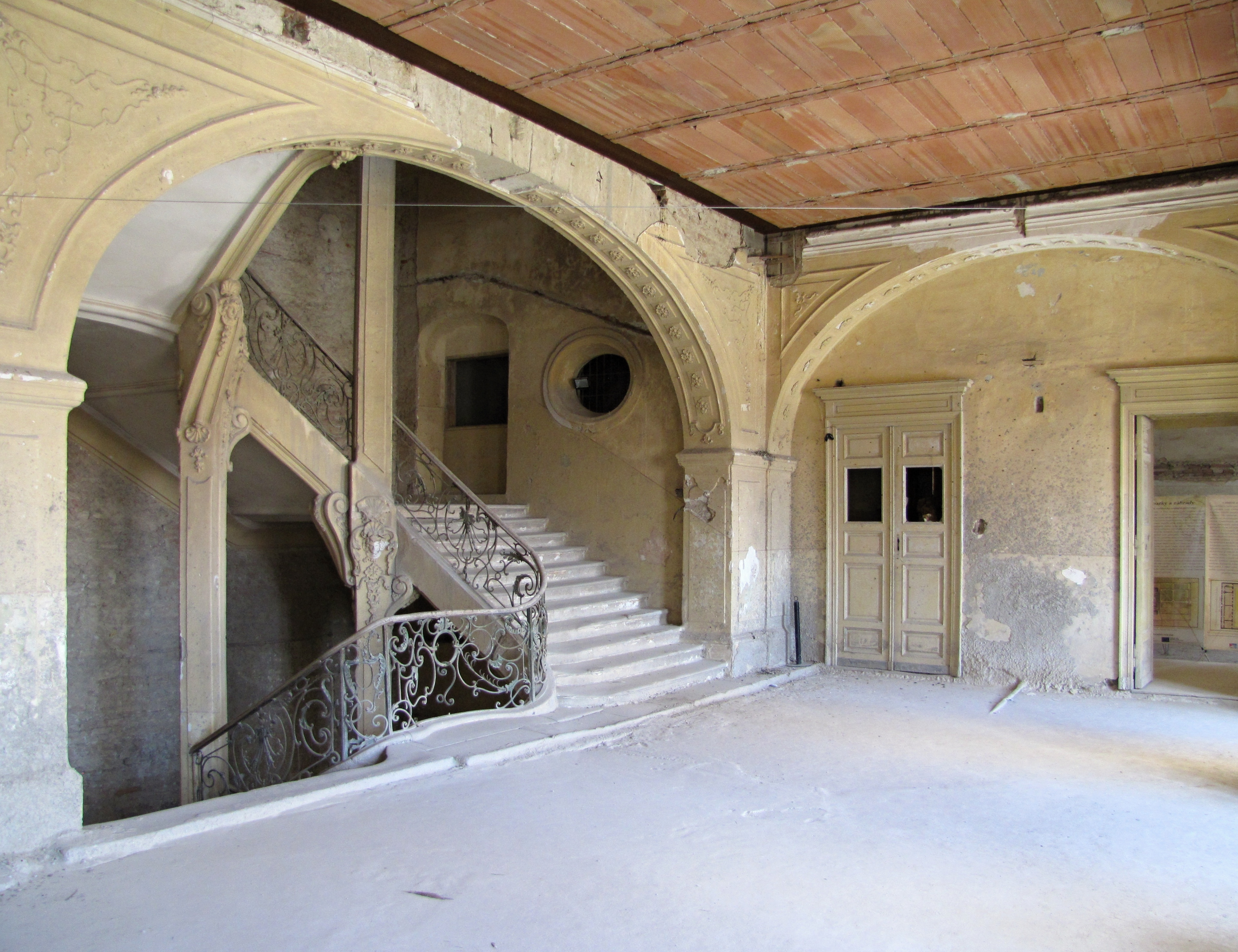
Schodiště
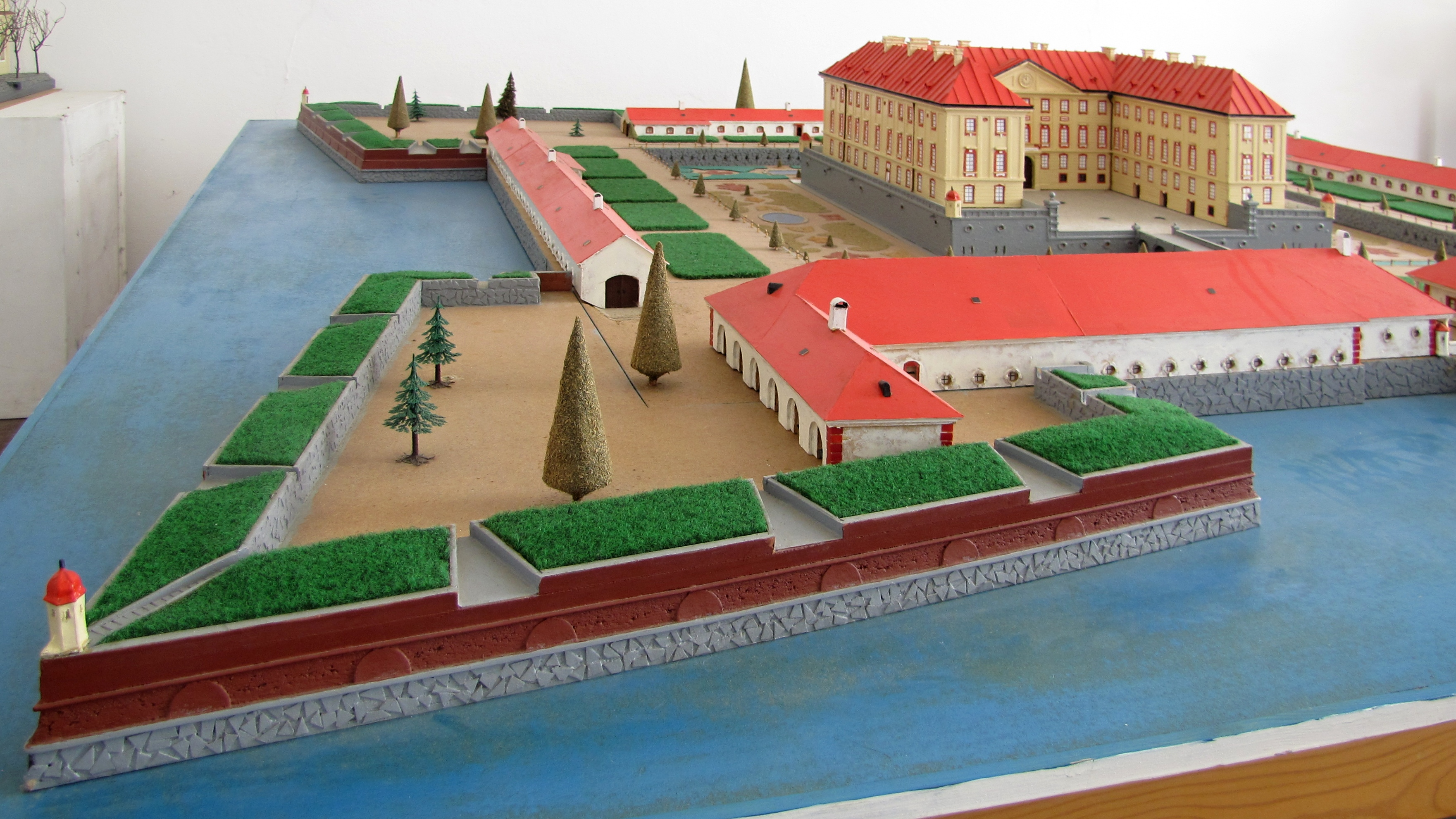
Model kaštelu v muzeu
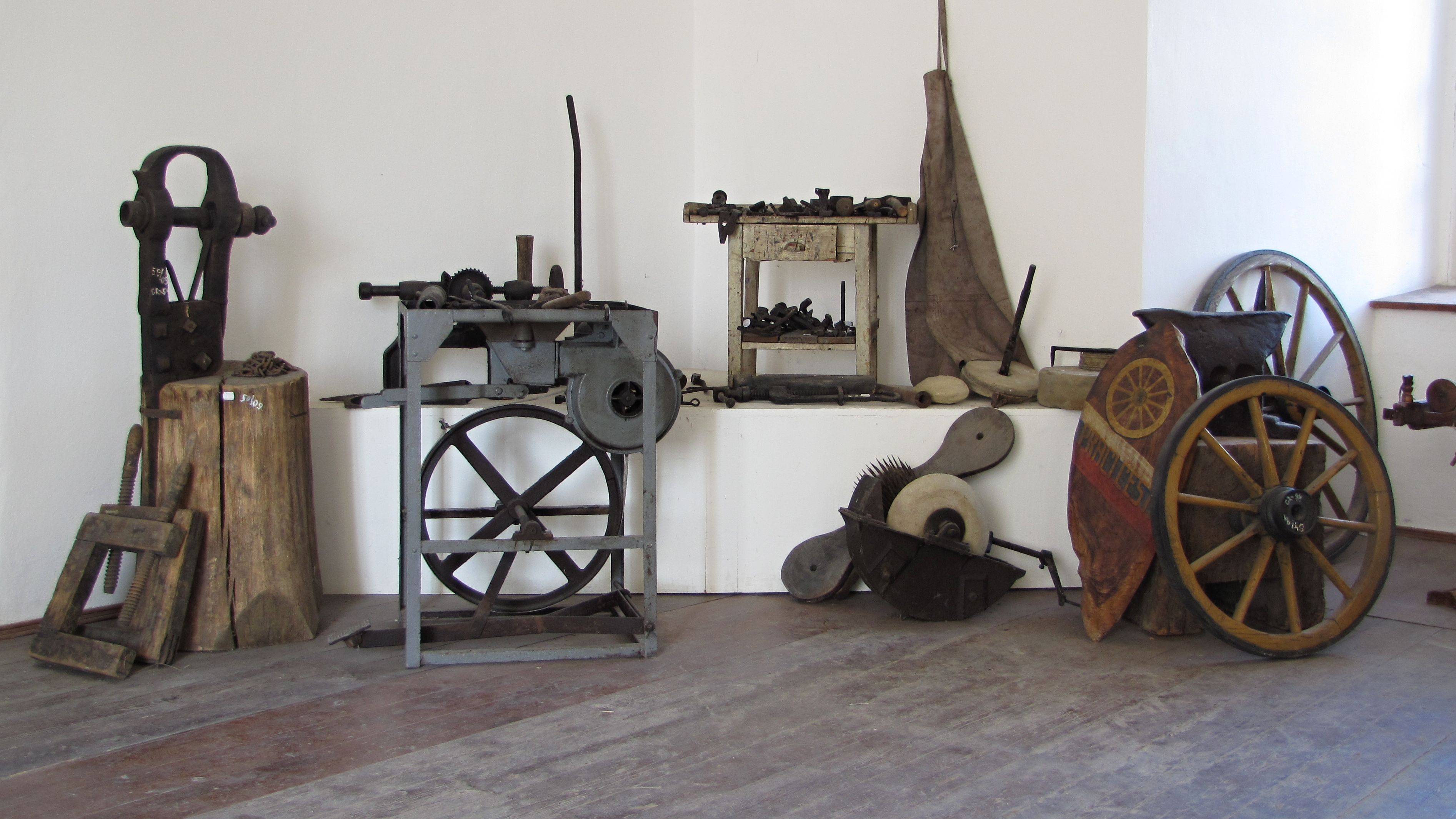
Expozice cechů a řemesel